# Thomas Nabbes
Thomas Nabbes (1605 - 6 avril 1641) est un dramaturge anglais, originaire du Worcestershire.

## Biographie
Il est d'humble origine, et fréquente le Collège d'Exeter de l'Université d'Oxford en 1621, mais sans obtenir de diplôme. Il semble avoir été ensuite au service d'un aristocrate de Worcester, si l'on en croit l'un de ses poèmes sur sa jeunesse.
Vers 1630, il s'établit à Londres, où il entame une carrière de dramaturge. Il ne pourra jamais intégrer la plus brillante société littéraire de l'époque, mais il saura trouver d'agréables compagnons, tels que le poète et dramaturge Robert Chamberlain, qui était aussi un ancien élève du collège d'Exeter, Thomas Jordan, poète et acteur, Marmion, soldat et dramaturge, et John Tatham, poète et dramaturge. Nabbes fréquente également les gentlemen des Inns of Court.

## Carrière de dramaturge
Il écrit sa première pièce, une comédie intitulée Covent Garden, vers janvier 1632. Elle est jouée par la troupe de la reine, et elle est publiée en 1638 avec une courte dédicace adressée à John Suckling. Dans le prologue, il se défend d'avoir emprunté le titre de sa pièce, une allusion vraisemblable à la pièce de Brome Covent Garden Weeded, jouée en 1632, mais écrite après la sienne. Il y décrit sa muse comme « solitaire ».
Sa seconde comédie, Totenham Court, est jouée à Salisbury Court en 1633, et publiée aussi en 1638 avec une dédicace adressée à William Mills. Une troisième pièce, une tragédie historique, intitulée Hannibal and Scipio en cinq actes, écrite en vers blancs, est produite par la troupe de la reine au théâtre privé situé à Drury Lane, et publiée en 1637 avec la liste des acteurs. À l'évidence, Nabbes s'est inspiré de la pièce de Marston, Sophonisba. Une troisième comédie, The Bride, est encore jouée par la troupe de la reine, toujours dans le même théâtre. Une autre tragédie, ennuyeuse et fastidieuse à lire, intitulée The Unfortunate Mother, est publiée en 1640 avec une dédicace à Richard Brathwaite. Nabbes dit qu'elle a été écrite en rivale de The Politician de Shirley, mais elle n'a jamais été jouée, les acteurs refusant de la représenter.

## Critique de son œuvre
Langbaine considère que Nabbes est un écrivain de troisième rang. Sidney Lee estime que ce jugement est sévère, pensant que Nabbes est un écrivain de comédies passable, inventant ses propres intrigues et peignant les faiblesses de la classe moyenne londonienne. Samuel Sheppard cite Nabbes avec des dramaturges plus connus, comme D'Avenant, Shirley, Beaumont et Fletcher, et il cite en exemple son Hannibal and Scipio. Il estime que Nabbes maîtrise de façon satisfaisante le ver blanc, même si parfois il fait montre de considérables lourdeurs.
Nabbes, auteur de masques, mérite davantage de considération. Sa touche est légère, et les mécanismes de ses intrigues ingénieux. Si son premier masque, Microcosmus joué en 1637, est le moins réussi, les suivants valent d'être mentionnés. Don Zara del Fogo est un pastiche d'histoire d'amour, dont Brome a écrit les vers préliminaires. Son Spring's Glory possède quelques ressemblances avec Inner Temple Masque de Middleton. Son Presentation intended for the Prince his Highnesse on his Birthday est brillant et attrayant, bien qu'il n'ait peut-être jamais été représenté.
Ses poèmes, comme Mistresse of whose Affection hee was doubtfull possèdent un certain charme. Il a aussi écrit des vers préliminaires pour des pièces de ses camarades, comme Legend of Cupid and Psyche de Marmion, Nocturnal Lucubrations de Chamberlain, Poeticall Varieties de Jordan, Fancies Varieties de Tatham, etc.

## Sépulture
Dans son poème Encomium on the Leaden Steeple at Worcester de 1628, Nabbes exprime le souhait d'être inhumé à la cathédrale de Worcester. Mais Coxeter, un historien du théâtre du XVIIIe siècle, était d'avis qu'il avait été enterré à l'Église du Temple de Londres. Il n'y avait aucune trace de son enterrement en ce lieu, mais l'Église du Temple ne mentionne pas toujours les noms de ceux dont elle estime qu'ils ne laisseront aucune mémoire posthume. On a finalement découvert que Nabbes avait été enterré à St Giles in the Fields, l'église de sa paroisse, le 6 avril 1641. Deux de ses enfants, Bridget et William le rejoignirent deux ans plus tard.

## Œuvres
- Covent Garden, comédie en prose, jouée en 1633 et imprimée en 1638, dédiée à Sir John Suckling ;
- Tottenham Court, comédie urbaine (se passant à Londres), jouée en 1633, imprimée en 1638 ;
- Hannibal and Scipio, tragédie historique en cinq actes et en vers blancs, jouée en 1635 et imprimée en 1637 ;
- The Bride, comédie, imprimée en 1638 ;
- The Unfortunate Mother, tragédie, imprimée en 1640 ;
- Microcosmus, a Morall Maske, imprimé en 1637 ;
- deux autres masques, The Spring's Glory et Presentation intended for the Prince his Highness on his Birthday, imprimés ensemble en 1638 ;
- une suite à General History of the Turks de Richard Knolles en 1638.